# 达努塔·斯塔霍夫
达努塔·斯塔霍夫（波蘭語：Danuta Stachow，1934年8月22日—2019年6月14日），波兰女子竞技体操运动员。她曾代表波兰参加1956年和1960年夏季奥林匹克运动会体操比赛，其中1956年奥运会获得一枚铜牌。